# Kipling Weisel
Kipling Weisel (* 26. März 1995) ist ein amerikanischer Skirennläufer.

## Erfolge

### Nor-Am Cup
- Saison 2016/17: 4. Gesamtwertung, 5. Abfahrtswertung, 3. Super-G Wertung, 15. Riesenslalomwertung, 41. Slalomwertung 1. Kombinationswertung
- Saison 2017/18: 9. Gesamtwertung, 6. Kombinationswertung, 8. Super-G-Wertung, 9. Abfahrtswertung, 9. Riesenslalomwertung
- 7 Podestplätze, davon 1 Sieg:

| Datum         | Ort       | Land | Disziplin |
| ------------- | --------- | ---- | --------- |
| 23. März 2017 | Sugarloaf | USA  | Super-G   |

### Juniorenweltmeisterschaften
- Hafjell 2015:  26. Abfahrt, 41. Super-G, 32. Kombination

### Weitere Erfolge
- 3 Siege bei FIS-Rennen